# Ever Palacios
Ever Palacios (født 18. januar 1969) er en tidligere colombiansk fodboldspiller.

## Colombias fodboldlandshold
| Colombias landshold | Colombias landshold | Colombias landshold |
| År                  | Kmp                 | Mål                 |
| ------------------- | ------------------- | ------------------- |
| 1997                | 3                   | 1                   |
| 1998                | 7                   | 0                   |
| Total               | 10                  | 1                   |